# (488438) 2016 XG23
(488438) 2016 XG23 es un asteroide perteneciente al cinturón de asteroides, descubierto el 1 de octubre de 2011 por el equipo del Spacewatch desde el Observatorio Nacional de Kitt Peak, Arizona, Estados Unidos.

## Designación y nombre
Designado provisionalmente como 2016 XG23.

## Características orbitales
2016 XG23 está situado a una distancia media del Sol de 2,801 ua, pudiendo alejarse hasta 3,427 ua y acercarse hasta 2,175 ua. Su excentricidad es 0,223 y la inclinación orbital 14,54 grados. Emplea 1712,54 días en completar una órbita alrededor del Sol.
Los próximos acercamientos a la órbita de Júpiter se producirán el 26 de marzo de 2081, el 19 de junio de 2104 y el 1 de septiembre de 2127.

## Características físicas
La magnitud absoluta de 2016 XG23 es 17,2.